# Esplenomegalia

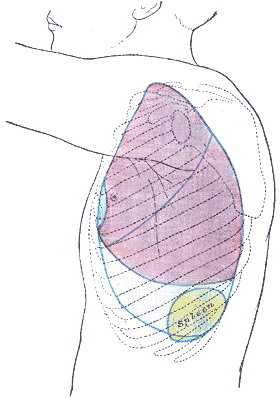
Visão lateral do tórax, mostrando localização do baço (verde), pulmões (púrpura) e pleura (azul).

A esplenomegalia, também denominada megalosplenia, consiste no aumento do volume do baço, que normalmente pesa 150 g e tem até 13 cm de comprimento em seu maior eixo. A esplenomegalia pode ser causada por diversos motivos:
- Hipertrofia do baço por estímulo a resposta imune devido à infecção, como na endocardite bacteriana subaguda ou na mononucleose

- Hipertrofia por aumento na destruição de eritrócitos como na esferocitose hereditária ou talassemia maior

- Doença mieloproliferativa

- Doença infiltrativa, como a sarcoidose e algumas neoplasias

- Neoplasias como linfoma e leucemia linfocítica crônica

- Doença de Chagas

- Leishmaniose visceral (Calazar)

- Aumento na pressão venosa, como na cirrose, no câncer de pâncreas (que pode levar a trombose da veia esplênica) e na insuficiência cardíaca congestiva

- Doenças de depósito, como a doença de Gaucher e a amiloidose

Quando o baço aumenta de tamanho, a sua capacidade de reter e armazenar células sanguíneas aumenta. A esplenomegalia pode reduzir o número de eritrócitos, de leucócitos e de plaquetas circulantes (levando, respectivamente, a anemia, leucopenia e plaquetopenia, condição denominada hiperesplenismo).

## Sinais e sintomas
Um baço aumentado não causa muitos sintomas e nenhum deles revela a causa específica do seu aumento. Pode haver aumento do volume abdominal nas esplenomegalias mais severas (como na doença de Gaucher) ou dor em hipocôndrio esquerdo acompanhada ou não de febre nas esplenomegalias infecciosas ou por câncer. O hiperesplenismo secundário à esplenomegalia pode causar palidez, mas o sintoma mais evidente dessa condição seria a formação de petéquias e hematomas pela plaquetopenia.

## Diagnóstico
A esplenomegalia normalmente é diagnosticada no exame físico, através de palpação ou percussão, ou através de ultrassonografia (ecografia). Deve-se diferenciar a esplenomegalia da presença de baço acessório, uma variação anatômica que ocorre em 10 a 30% da população normal e não tem qualquer significado patológico.
Algumas vezes, é necessária a realização de uma tomografia computadorizada (TC) para complementar a ultrassonografia em relação à investigação da etiologia. A ressonância magnética (RM) fornece informações similares e também determina o fluxo sanguíneo através do baço. A cintilografia usa partículas levemente radioativas para avaliar o tamanho e a função do baço e para determinar se esse órgão está acumulando ou destruindo grandes quantidades de células do sangue. Os exames de sangue revelam uma queda do número de eritrócitos, de leucócitos e de plaquetas.
Ao exame microscópico, a forma e o tamanho das células sanguíneas podem fornecer indícios sobre a causa do aumento de tamanho do baço. Um exame da medula óssea pode detectar a presença de um câncer de células sanguíneas (p.ex., leucemia ou linfoma) ou um acúmulo de substâncias indesejadas (como nas doenças de depósito). A determinação da concentração das proteínas séricas pode ajudar a descartar distúrbios como o mieloma múltiplo, a amiloidose, a malária, o calazar, a brucelose, a tuberculose e a sarcoidose.

## Tratamento
Quando possível, o médico trata a doença subjacente causadora da esplenomegalia. A esplenectomia (remoção cirúrgica do baço) raramente é necessária e pode causar problemas, incluindo a suscetibilidade a infecções graves. No entanto, vale a pena correr esses riscos em determinadas situações críticas: quando o baço destrói os eritrócitos tão rapidamente que ocorre o desenvolvimento de uma anemia intensa; quando ele exaure de tal maneira a reserva de leucócitos e de plaquetas ao ponto de tornar possível a ocorrência de infecções e hemorragias; quando ele torna-se tão volumoso a ponto de causar dor ou comprimir outros órgãos; ou quando ele torna-se tão grande que partes do mesmo sangram ou morrem. Como uma alternativa à cirurgia, a radioterapia algumas vezes pode ser utilizada para reduzir o tamanho do baço.

## Ligações Externas
- Esplenomegalia, Hiperesplenismo e Esplenectomia